# Paczynka (wieś)
Paczynka (niem. Klein Patschin, 1936-1945 Ellerbrück) – wieś sołecka w Polsce położona w województwie śląskim, w powiecie gliwickim, w gminie Toszek.
W latach 1975–1998 miejscowość administracyjnie należała do województwa katowickiego.
15 marca 1984 część wsi (98,76 ha, Mikuszowina) włączono do Pyskowic.
W okresie hitlerowskiego reżimu w latach 1936-1945 miejscowość nosiła nazwę Ellerbrück.

## Turystyka
Przez wieś przebiega szlak turystyczny:
- – Szlak Okrężny Wokół Gliwic